# Công lam Ấn Độ
Công Ấn Độ hay Công lam (danh pháp hai phần: Pavo cristatus), một loài chim lớn và màu sắc rực rỡ, là một loài chim công có nguồn gốc từ Nam Á, nhưng đã được du nhập đến nhiều nơi trên thế giới như Tây Song Bản Nạp (Trung Quốc), Thái Lan, Hoa Kỳ, Mexico, Honduras, Colombia, Guyana, Suriname, Brazil, Uruguay, Argentina, Nam Phi, Madagascar, Mauritius, Réunion, Indonesia, Papua New Guinea và Australia. Loài này lần đầu tiên được đặt tên và được mô tả bởi Linnaeus vào năm 1758, và danh pháp Pavo cristatus được sử dụng đến ngày nay.
Công trống chủ yếu có màu xanh lam với chiếc mào cánh quạt gồm những sợi lông hình sợi cáp nối với phần chóp có hình cái bàn xẻng. Nổi bật bởi nhiều chuỗi dài những đốm hình mắt đầy màu sắc ghép vào mặt trên từng chiếc lông đuôi thon dài thướt. Những chiếc lông cứng được nâng lên thành hình cánh quạt và vỗ nhẹ trong các màn xòe đuôi tán tỉnh công mái. Công mái không có chuỗi đốm mắt rực rỡ, không có bộ đuôi dài, cổ xanh lục thấp và bộ lông màu nâu xỉn. Công lam Ấn Độ sống chủ yếu trên mặt đất tại vùng rừng xanh thông thoáng hoặc trên đất canh tác, nơi chúng tìm kiếm quả mọng, ngũ cốc, nhưng chim công cũng ăn con mồi như rắn, thằn lằn và gặm nhấm nhỏ. Tiếng kêu inh ỏi khiến chim công dễ bị phát hiện, trong cánh rừng đó thường báo hiệu sự hiện diện của động vật ăn thịt như loài hổ. Chim công kiếm ăn trên mặt đất theo đàn nhỏ, thường cố vượt qua bụi rậm bằng chân và tránh bay, mặc dù chim công cũng bay lên cây cao để đậu.
Chức năng của chuỗi đốm mắt lộng lẫy trên đuôi công đã được tranh luận trong hơn một thế kỷ. Vào thế kỷ XIX, Charles Darwin cho đó là một câu đố, khó để giải thích thông qua thuyết chọn lọc tự nhiên thông thường. Lời giải thích về sau của ông, chọn lọc giới tính, được công bố rộng rãi nhưng không được chấp nhận. Trong thế kỷ XX, Amotz Zahavi lập luận rằng chuỗi đốm mắt là một sự bất lợi, và công trống báo hiệu thẳng thắn tình trạng khỏe mạnh của chúng sẽ tỷ lệ thuận với sự lộng lẫy của những chuỗi đốm mắt trên đuôi. Mặc dù nghiên cứu sâu rộng nhưng ý kiến vẫn bị chia rẽ thành các thuyết cơ giới liên quan.
Loài chim này được tôn sùng trong thần thoại Hindu và thần thoại Hy Lạp và là quốc điểu của Ấn Độ. Công Ấn Độ được liệt kê là loài ít quan tâm bởi IUCN.

## Phân loại và đặt tên
Công Ấn Độ là một trong nhiều loài được Carolus Linnaeus miêu tả lần đầu trong tác phẩm Systema Naturae của ông năm 1758 và cho đến nay danh pháp khoa học vẫn sử danh pháp ban đầu là Pavo cristatus. Danh pháp Latin của chi là Pavo. Trong tiếng Anglo-Saxon, từ pawe (danh từ "peacock" phát sinh từ đây) được tin là từ tượng thanh về nguồn gốc của loài và dựa trên tiếng kêu thông thường của loài chim này. Danh pháp loài cristatus dựa trên chiếc mào chim.
Việc sử dụng sớm nhất tên loài chim này trong văn bản tiếng Anh từ khoảng năm 1300. Những biến thể chính tả gồm có pecok, pekok, pecokk, peacocke, peocock, pyckock, poucock, pocok, pokok, pokokke, và poocok giữa những tên khác. Cách viết hiện nay được xuất bản vào những năm cuối thế kỷ XVII. Chaucer (1343–1400) sử dụng từ ngữ này để chỉ một người kiêu kỳ và phô trương trong văn ví von của ông "kiêu kì như pekok" trong tác phẩm Troilus và Criseyde (quyển I, dòng 210).
Trong tiếng Hy Lạp peacock được gọi là taos và được thuật lại trong tiếng Ba Tư "tavus" (như trong Takht-i-Tâvus trong tác phẩm Peacock Throne). Trong tiếng Do Thái, từ tuki (số nhiều tukkiyim) được cho là có nguồn gốc từ tiếng Tamil tokei nhưng đôi khi cũng có dính dáng đến tiếng Ai Cập, từ tekh.

## Mô tả

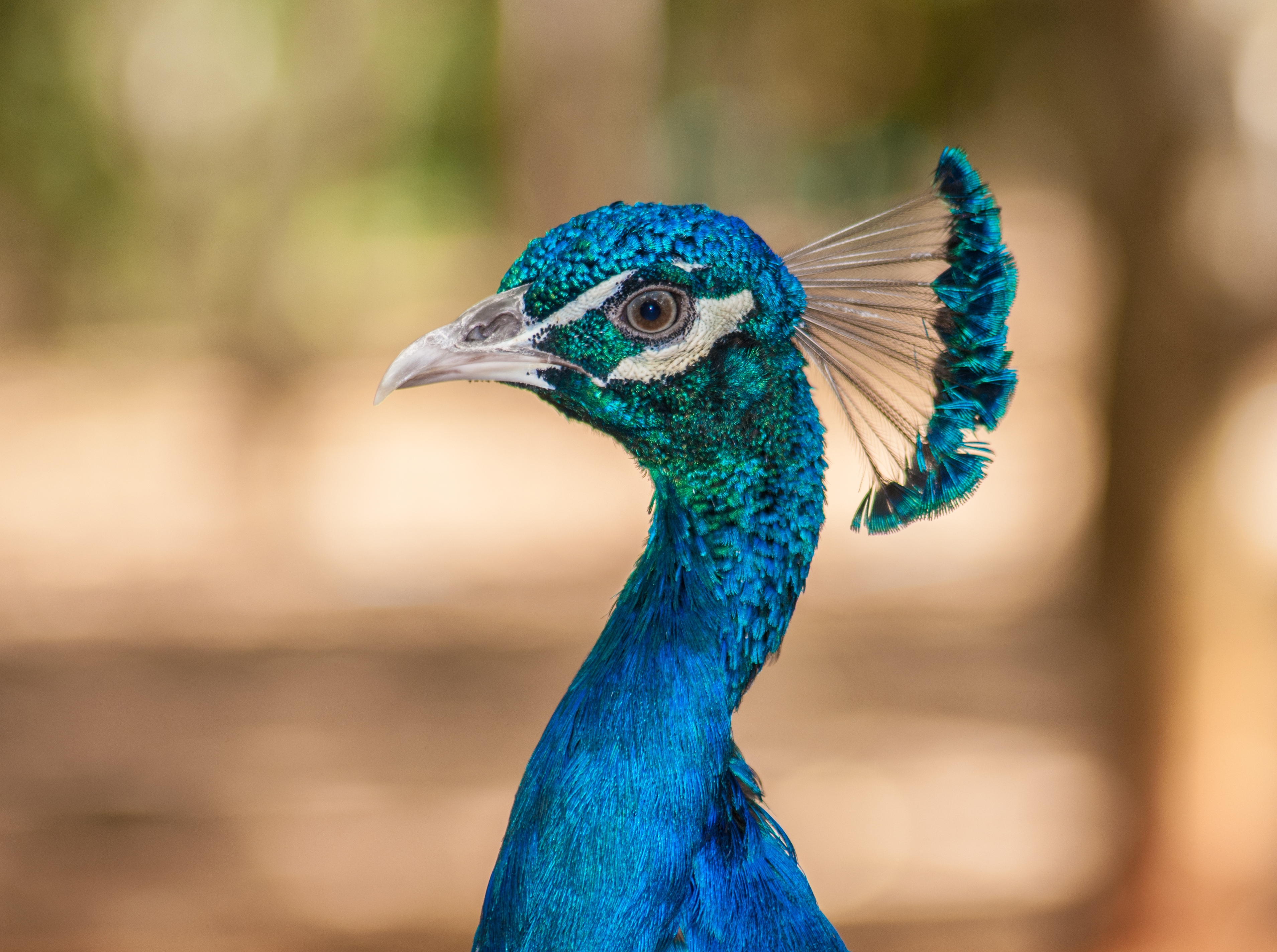
Cận cảnh cổ công trống

### Kích thước và cân nặng
Chim công trống (peacock) có kích thước lớn, có chiều dài từ mỏ đến đuôi khoảng 100 đến 115 cm (40 đến 46 inches) và đến cuối của chiếc lông đuôi dài nhất khoảng 195 đến 225 cm (78-90 inches), cân nặng khoảng 4–6 kg (8,8-13,2 lbs). Công mái (peahen) nhỏ hơn, chiều dài khoảng 95 cm (38 inches) và cân nặng 2,75–4 kg (6-8,8 lbs). Công lam Ấn Độ là đại diện lớn nhất và nặng nhất của họ Phasianidae. Kích thước, màu sắc, hình dạng của chiếc mào khiến cho loài không thể nhầm lẫn trong phạm vi phân bố của chúng.

### Lông vũ

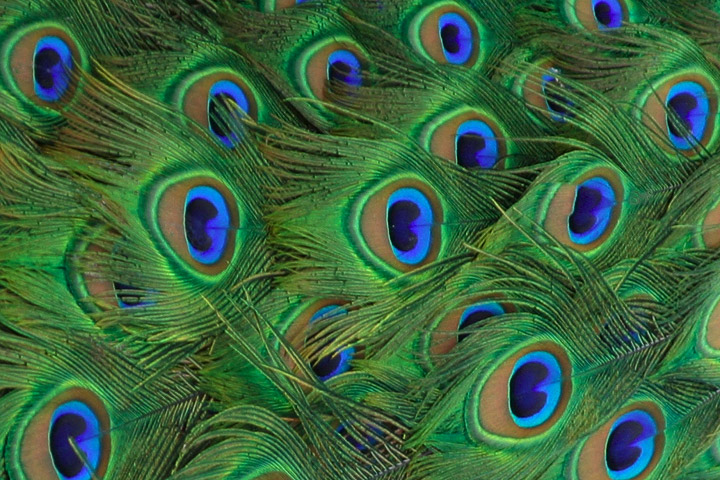
Chuỗi đốm hình mắt

Công trống có màu xanh lam ánh kim trên cổ, lông vũ trên đầu ngắn và cong. Mào hình quạt trên đầu gồm lông vũ gắn cuống lông đen trần và chóp gắn lông tơ xanh lá ửng. Một viền trắng phía trên mắt và một mảng trắng hình lưỡi liềm dưới mắt được hình thành bởi vùng da trắng trần. Hai bên đầu dính lông xanh lam óng ánh sắc xanh lục. Lưng phủ lông xanh lục ánh đồng hình vảy với những mảng màu đen và màu đồng. Lông vai và đôi cánh có màu da bò và sọc đen, lông mép ngoài màu hạt dẻ còn lông mép trong màu đen. Đuôi màu nâu sẫm và "chuỗi đốm hình mắt" phủ kín mặt trên từng chiếc lông đuôi thon dài (có hơn 200 chiếc lông vũ, đuôi thực tế chỉ 20 chiếc), gần như tất cả những chiếc lông kết thúc với một đốm hình mắt tỉ mỉ. Một vài chiếc lông phía ngoài thiếu đốm và kết thúc tại một chóp đen hình lưỡi liềm. Mặt dưới có màu lục sẫm bóng loáng che những điểm đen dưới đuôi. Đùi màu da bò. Chim trống có cựa ở chân phía trên ngón chân sau.
Công mái trưởng thành có phần đầu nâu hung đỏ với chiếc mào như chim trống nhưng chóp có màu hạt dẻ với đường mép xanh lục. Mặt trên thân hơi nâu với vằn nhạt. Cánh trước, cánh sau và đuôi màu nâu sẫm. Chiếc cổ thấp, xanh lục ánh kim và lông ngực nâu sẫm bóng loáng màu xanh lục. Phần dưới còn lại hơi trắng. Lông tơ chim non màu da bò nhạt, có một điểm nâu sẫm sau gáy nối với đôi mắt. Công trống non trông như công mái nhưng đôi cánh màu hạt dẻ.

### Âm thanh
Tiếng kêu thông thường nhất là 1 âm thanh lớn pia-ow hoặc may-awe. Tần số tiếng kêu tăng trước khi gió mùa thổi đến và có thể được phát ra khi báo động hoặc khi bị quấy rầy bởi những tiếng ồn lớn. Trong rừng, tiếng chim công kêu thường báo hiệu sự hiện diện của một kẻ săn mồi như hổ. Chúng cũng phát ra loạt tiếng hót khác như loạt âm thanh nhanh ka-aan..ka-aan hoặc tiếng kok-kok nhanh gấp. Chúng thường phát ra 1 tiếng trầm đột ngột honk! khi bị kích động.

### Đột biến và lai ghép

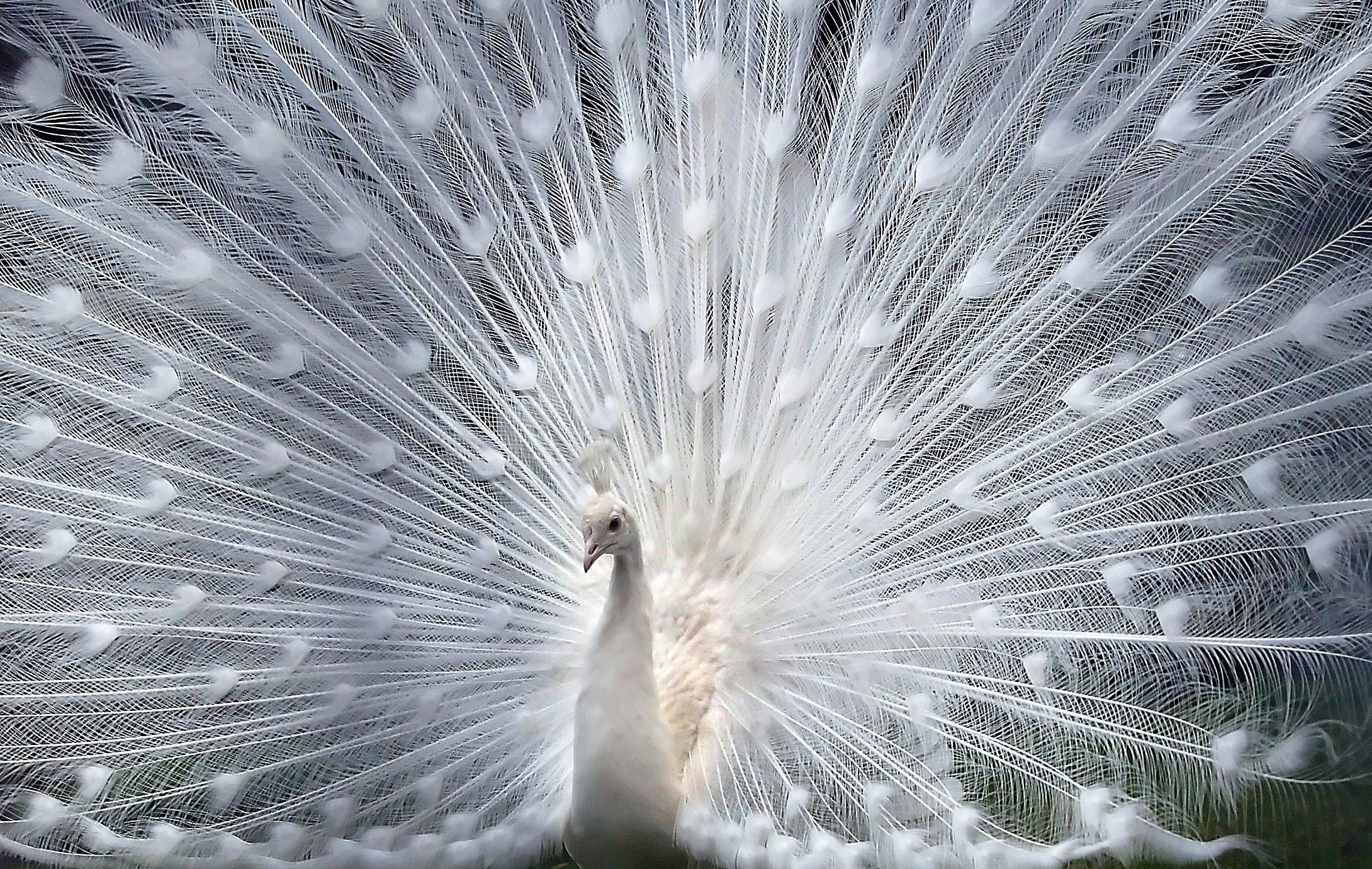
1 con công trắng được sinh ra nhờ chọn lọc nhân giống. Đột biến này thường bị nhầm lẫn với bệnh bạch tạng.

Có một số dạng đột biến màu sắc của công Ấn Độ trống. Hiện tượng này rất hiếm xảy ra trong tự nhiên, nhưng chọn giống đã làm cho chúng phổ biến trong điều kiện nuôi nhốt. Dạng đột biến vai đen hoặc đột biến sơn mài ban đầu được xem là một phân loài P. c. nigripennis (hoặc thậm chí là 1 loài), và là chủ đề được quan tâm trong thời đại của Darwin. Tuy nhiên đó chỉ là một trường hợp biến thể di truyền trong quần thể. Trong dạng đột biến này, công trống trưởng thành chứa hắc tố với đôi cánh đen. Chim non với đột biến nigripennis có màu trắng kem với đôi cánh có ngọn hung hung màu da bò. Gen sản xuất hắc tố ở chim trống và mái tạo ra một sự pha loãng màu sắc với những mảng nâu và trắng kem. Những biến dị khác bao gồm các hình pha màu và trắng, tất cả đều là kết quả biến dị alen tại vị trí locus cụ thể.
Lai giống giữa công lục Java trống, Pavo muticus và công lam Ấn Độ mái, P. cristatus, tạo ra một con lai ổn định gọi là "spalding", đặt tên theo Mrs. Keith Spalding, 1 nhà nuôi chim tại California. Có vài vấn đề nếu chim không rõ phả hệ được thả vào tự nhiên, như khả năng tồn tại của giống lai và con non của chúng thường giảm sút (xem quy lật Haldane và sự giảm sút giao phối xa).

## Phân bố và môi trường sống
Công Ấn Độ phân bố trên khắp tiểu lục địa Ấn Độ và được tìm thấy ở những vùng đất thấp khô ráo của Sri Lanka. Tại Nam Á, chim công phân bố chủ yếu dưới độ cao 1.800 mét (1,1 mi) và trong vùng hiếm thấy khoảng 2.000 mét (1,2 mi). Chim công được tìm thấy tại vùng rừng ẩm ướt và rụng lá mùa khô, nhưng cũng có thể thích nghi ở khu vực canh tác và xung quanh nơi ở của con người, thường ở nơi có nước. Tại nhiều khu vực miền bắc Ấn Độ, loài này được bảo vệ nhờ những tục lệ tôn giáo và kiếm ăn quanh làng hay bãi phế liệu. Một số cho rằng, chim công đã được du nhập vào châu Âu nhờ Alexander Đại đế, trong khi số khác cho rằng loài chim này đã đến Athen vào năm 450 TCN và được du nhập vào đây thậm chí sớm hơn. Chim công cũng được du nhập đến nhiều nơi khác nhau trên thế giới và đã hình thành quần thể hoang dã tại vài khu vực.
Trong hoàn cảnh phân lập, chim công Ấn Độ có thể thích nghi với khí hậu khắc nghiệt, chẳng hạn như những cá thể ở miền bắc Canada. Loài này được đánh dấu xa về phía bắc Schomberg, Ontario, phát triển mạnh trong môi trường mới thích nghi phía bắc.

## Tập tính và hành vi

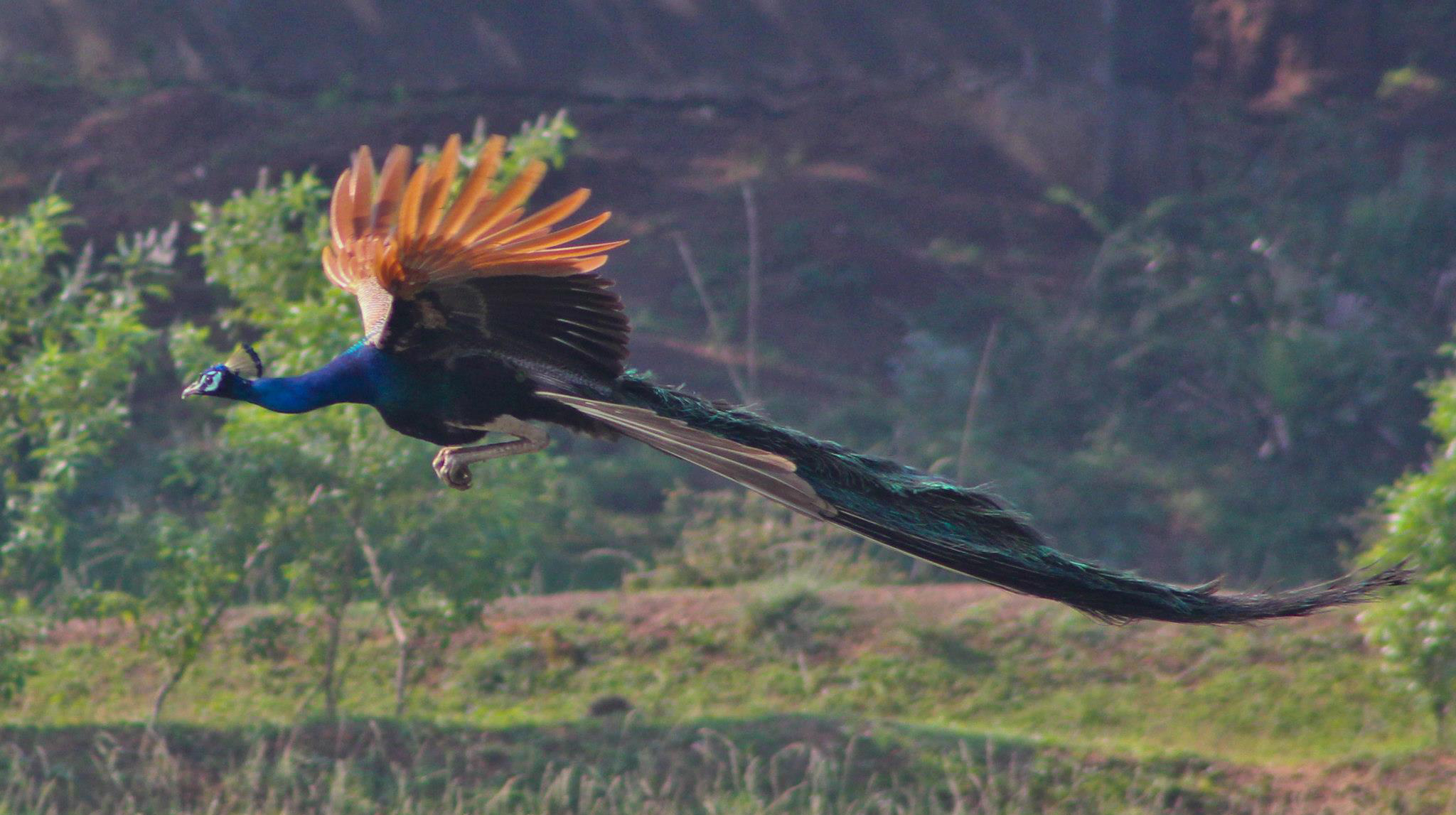
Chim công vẫn có khả năng xòe cánh bay lượn

Chim công trống được biết đến với màn phô bày xòe đuôi, mặc dù lông thực sự mọc lên từ phía lưng, được xem như một cái đuôi. "Chuỗi đốm hình mắt" trên thực tế tô điểm mặt trên từng chiếc lông đuôi thon dài to lớn. Đuôi công mái nâu và ngắn. Màu sắc không là kết quả của sắc tố xanh lục hoặc xanh lam mà từ những vi cấu trúc của lông và hiện tượng quang dẫn. Lông dài đính chuỗi (và cựa cổ chân) ở chim trống chỉ phát triển sau năm tuổi thứ hai. Chuỗi đốm phát triển đầy đủ được tìm thấy khi chim lớn hơn 4 năm tuổi. Miền Bắc Ấn Độ, chuỗi bắt đầu phát triển mỗi tháng 2 và thay lông vào cuối tháng 8. Thay lông bay có thể trải ra suốt năm.
Chim công kiếm ăn trên mặt đất theo các nhóm nhỏ, được gọi là các tập hợp, mà thường là một con trống và 3-5 con mái. Sau mùa sinh sản, những đàn có xu hướng hình thành chỉ có chim mái và đàn chim non. Chúng được tìm thấy vào thời điểm sáng sớm và có xu hướng nấp dưới bụi rậm tránh nắng nóng trong ngày. Chim thích rỉa lông phủi bụi và vào lúc hoàng hôn, đàn chim bước đi theo hàng đơn đến một vũng nước yêu thích để uống. Khi bị quấy rầy, chim công thường trốn bằng cách chạy, hiếm khi bay.
Chim công hót tiếng lớn đặc biệt trong mùa giao phối. Chim có thể gọi nhau trong đêm tối khi báo động và chim hàng xóm có thể hót tiếp âm giống như 1 loạt. Gần bảy dạng tiếng hót khác nhau đã được xác định ở công trống ngoài sáu tiếng kêu báo động thường được phát ra từ cả trống lẫn mái.
Chim công đậu ngủ theo đàn suốt đêm trên cây cao nhưng cũng có khi đậu trên đá, công trình xây dựng hoặc cột cao. Trong rừng Gir, chim chọn những cây cao cạnh bờ sông dốc. Chim đến vào lúc hoàng hôn và thường xuyên hót trước khi đậu lên cây ngủ  Do tập tính tụ họp trên cây ngủ, nhiều nghiên cứu quần thể được thực hiện tại các vị trí này. Cấu trúc quần thể chưa được hiểu rõ. Trong một nghiên cứu ở miền bắc Ấn Độ (Jodhpur), số lượng chim trống khoảng 170-210 so với 100 chim mái nhưng một nghiên cứu liên quan đến số lượng ban đêm tại nơi đậu ngủ ở miền nam Ấn Độ (Injar) cho thấy một tỷ lệ gồm 47 chim trống so với 100 chim mái.

### Chọn lọc giới tính

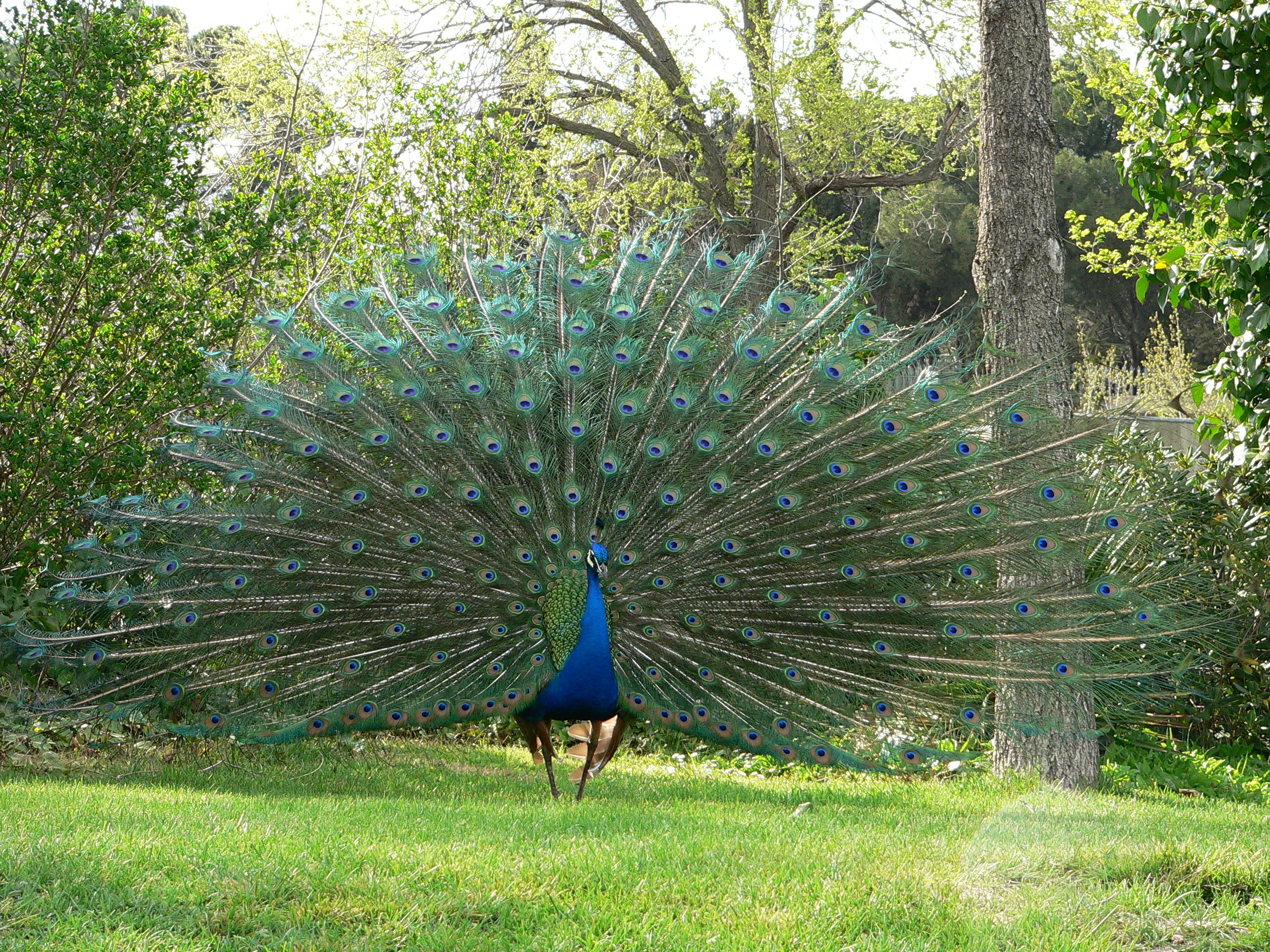
Một con chim công đực xòe cánh

Màu sắc rực rỡ của công trống và sự tương phản với công mái màu nhạt hơn là một câu đố đành cho giới nghiên cứu. Charles Darwin viết cho Asa Gray rằng "nhìn vào một chiếc lông của đuôi chim công, bất cứ khi nào tôi nhìn vào nó, khiến tôi bị bệnh!" cũng như ông không thấy một lợi thế hữu hiệu của chiếc đuôi xòe đó, dường như chỉ là một gánh nặng. Darwin đã phát triển một nguyên tắc thứ hai của chọn lọc giới tính để giải quyết các vấn đề, mặc dù trong xu hướng trí tuệ thời điểm đó của Anh thời Victoria, lý thuyết này đã không đạt được sự chú ý rộng rãi.
Họa sĩ người Mỹ Abbott Handerson Thayer đã cố gắng hiển thị, từ trí tưởng tượng của mình, giá trị của các đốm mắt như sự ngụy trang phá vỡ trong một bức tranh năm 1907. Ông đã sử dụng bức tranh trong cuốn sách của ông năm 1909 Concealing-Coloration in the Animal Kingdom, phủ nhận khả năng chọn lọc giới tính và tranh cãi rằng về bản chất tất cả các hình thức màu sắc động vật đã tiến hóa như ngụy trang. Ông đã úp mở chỉ trích trong một bài báo dài của Theodore Roosevelt, người đã viết rằng Thayer chỉ quản lý để vẽ bộ lông của con công nhằm ngụy trang bằng trò ảo thuật của bàn tay, "với bầu trời xanh hiện ra thông qua chiếc lá chỉ đủ số ở đây và chứng nhận tác giả-nghệ sĩ giải thích rằng màu lam tuyệt vời của cổ chim công tẩy xóa vì họ làm cho nó nhạt dần vào bầu trời."
Trong những năm 1970, một giải pháp có thể làm rõ những mâu thuẫn giữa chọn lọc tự nhiên và chọn lọc giới tính đã được đề xuất. Amotz Zahavi lập luận rằng công trống báo hiệu thẳng thắn sự bất lợi của chuỗi đốm hình mắt rộng lớn và quý giá. Tuy nhiên, thuyết cơ giới này có thể ít đơn giản hơn, có vẻ như - sự lộng lẫy phát sinh từ sự suy giảm của hệ miễn dịch bởi hormones tăng cường phát triển lông.
Chuỗi đốm mắt trang trí công phu được cho là kết quả sự lựa chọn bạn tình của chim mái. Chim trống sử dụng chuỗi đốm lộng lẫy trong một màn xòe đuôi tán tỉnh: chim nâng bộ lông lên tạo thành một chiếc quạt lớn và rung lắc chúng. Song, các nghiên cứu gần đây đã không tìm thấy một mối quan hệ giữa số lượng đốm mắt hiển thị và thành công khi giao phối. Marion Petrie kiểm tra có hay không những hiển thị tín hiệu chất lượng di truyền của chim trống bằng cách nghiên cứu một quần thể hoang dã chim công ở Công viên hoang dã Whipsnade tại miền Nam nước Anh. Bà đã cho thấy rằng số lượng đốm mắt trên chuỗi dự đoán khả năng giao phối thành công của chim trống, và thành công này có thể được thao tác bằng cách cắt giảm đốm mắt ra thành một số nhánh lông vũ lộng lẫy của chim.
Mặc dù việc loại bỏ các đốm mắt làm cho chim trống ít thành công trong giao phối, loại bỏ đốm mắt thay đổi đáng kể diện mạo của công trống. Có khả năng làm chim mái lầm tưởng những con trống chưa trưởng thành, hoặc cảm nhận rằng thể chất con trống đó bị hỏng. Hơn nữa, trong một quần thể công hoang, có rất ít sự thay đổi về số lượng đốm mắt ở chim trống trưởng thành. Hiếm khi đối với chim trống lớn mất đi một số lượng đáng kể các đốm mắt. Vì vậy, chim mái lựa chọn có thể phụ thuộc vào đặc điểm giới tính khác của chuỗi đốm mắt chim trống. Chất lượng chuỗi đốm là một tín hiệu thẳng thắng về tình trạng của công trống; công mái chọn trống trên cơ sở bộ lông của con trống đó. Một nghiên cứu gần đây trên một quần thể tự nhiên tại khu vực Shivalik của Ấn Độ đã đề xuất một thuyết "tình trạng bất lợi cao". Nó cho rằng chỉ có con trông khỏe mạnh mới đủ thời gian và năng lượng để duy trì bộ đuôi dài. Do đó, chuỗi đốm dài là một chỉ số thể trạng tốt, đó là kết quả khi thành công giao phối nhiều hơn. Trong khi chiều dài chuỗi đốm dường như tương quan tích cực với MHC đa dạng ở con trống, chim mái không xuất hiện việc dùng chiều dài chuỗi đốm để chọn con trống.
Một nghiên cứu tại Nhật Bản cũng cho thấy rằng chim mái không chọn công trống dựa trên bộ lông có tính trang trí, bao gồm cả chiều dài chuỗi đốm, số đốm mắt và chuỗi đối xứng. Một nghiên cứu khác ở Pháp có hai cách giải thích cho kết quả trái ngược nhau tồn tại. Những lời giải thích đầu tiên có thể là một biến thể di truyền của tính trạng trội theo khu vực địa lý khác nhau do một hiệu ứng sáng lập và/hoặc một gen trôi dạt. Lời giải thích thứ hai cho thấy rằng "biểu hiện sự trang hoàng tiêu điểm có thể thay đổi theo điều kiện môi trường", vì vậy đặc điểm đó là biểu hiện của một tính chất đặc biệt có thể không hoạt động trong môi trường khác.
Cơ chế chạy trốn của Fisher đề xuất phản hồi xác thực giữa chim mái ưa thích chuỗi đốm lộng lẫy và chuỗi đốm lộng lẫy của chính nó. Mô hình này giả định rằng chuỗi đốm công trống là một sự thích nghi tiến hóa tương đối gần đây. Tuy nhiên, một nghiên cứu phát sinh phân tử loài trên gà tiền cho biết điều ngược lại; loài tiến hóa gần nhất thực sự là một loài trang hoàng ít nhất. Phát hiện đề xuất một sự chọn lọc giới tính theo đuổi xa, theo đó "công mái phát ra sự kháng cự mánh khóe công trống". Một nghiên cứu tại Nhật Bản đi vào kết luận rằng "chuỗi đốm mắt công trống là một tín hiệu teo đi mà theo đó công mái ưa thích bị mất đi hoặc suy yếu rồi".
Tuy nhiên, vài bất đồng đã nảy sinh trong những năm gần đây liên quan đến có hoặc không việc công mái thật sự không chọn chim trống dựa vào những chuỗi đốm bắt mắt. Trái ngược phát hiện của Petrie, một nghiên cứu tại Nhật Bản bảy năm đi đến kết luận rằng chim mái không chọn bạn tình chỉ trên cơ sở chuỗi đốm của chim trống. Mariko Takahashi không tìm thấy bằng chứng cho thấy công mái bày tỏ bất kỳ ưu ái nào cho công trống có chuỗi đốm phức tạp hơn (như chuỗi có nhiều ocelli), một cách sắp xếp đối xứng hơn, hoặc có chiều dài lớn hơn. Takahashi xác định rằng chuỗi đốm chim trống không phải là mục tiêu phổ thông của con mái lựa chọn bạn đời, cho thấy sự mâu thuẫn không đáng kể ở quần thể chim trống, và, dựa trên dữ liệu thu thập được từ sinh lý nhóm chim trống, không tương quan với điều kiện thể chất chim trống. Adeline Loyau và đồng nghiệp đã phản hồi nghiên cứu của Takahashi dính líu đến cách giải thích thay thế cho những kết quả bị bỏ qua, và đó có thể là điều cần thiết cho sự hiểu biết về độ phức tạp trong cách lựa chọn bạn đời. Họ kết luận rằng lựa chọn của chim mái có thể thực sự thay đổi trong điều kiện sinh thái khác nhau.
Một nghiên cứu năm 2013 theo dõi những chuyển động mắt của chim mái đáp ứng với màn xòe đuôi chim trống cho thấy chúng nhìn theo hướng của chuỗi đốm phía trên chiếc lông chỉ khi ở khoảng cách xa và chúng chỉ nhìn vào những chiếc lông thấp hơn khi con trống xòe đuôi gần chúng. Xòe đuôi và vỗ cánh thu hút sự chú ý của chim công mái.

### Sinh sản

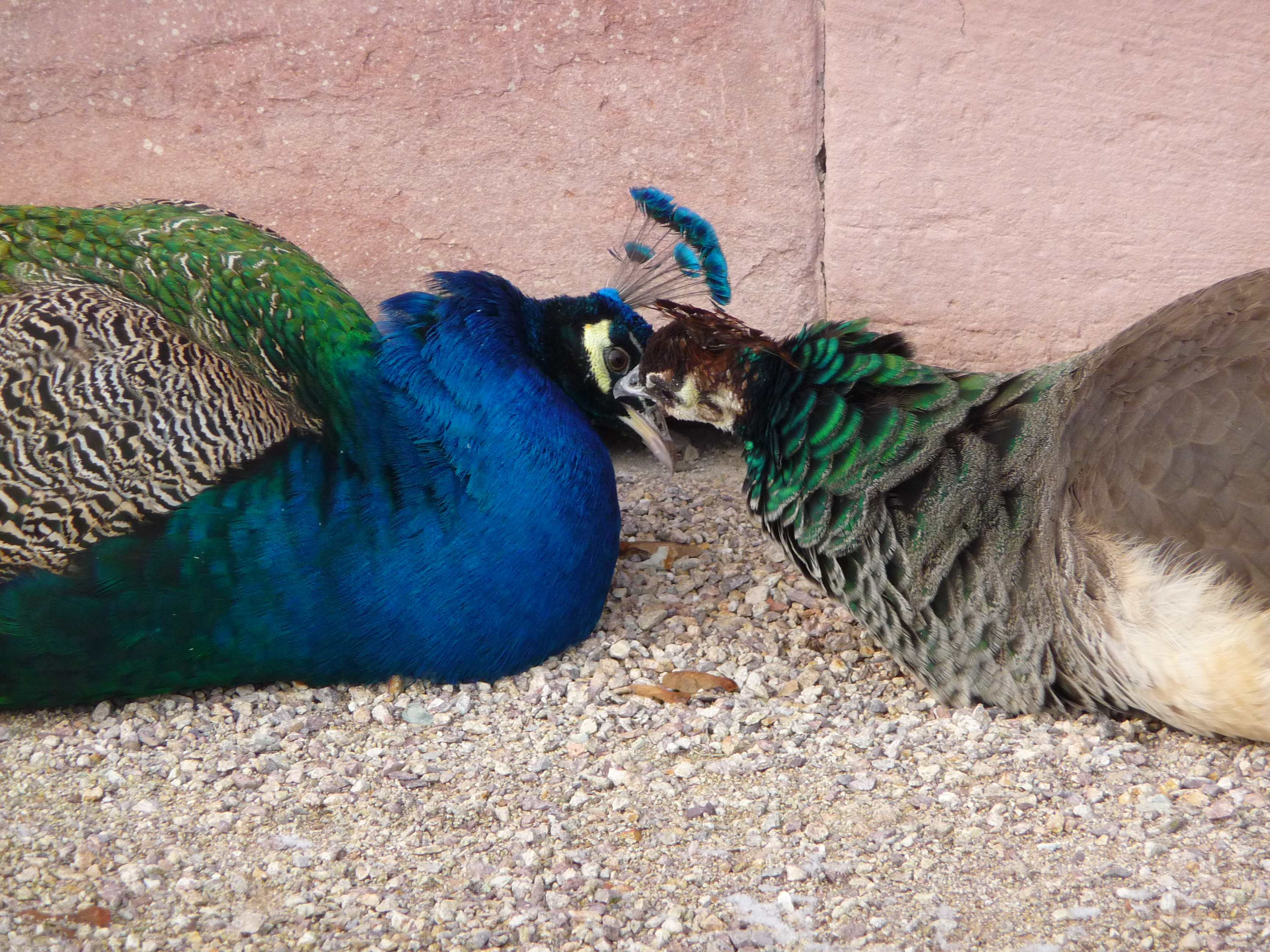
Tán tỉnh

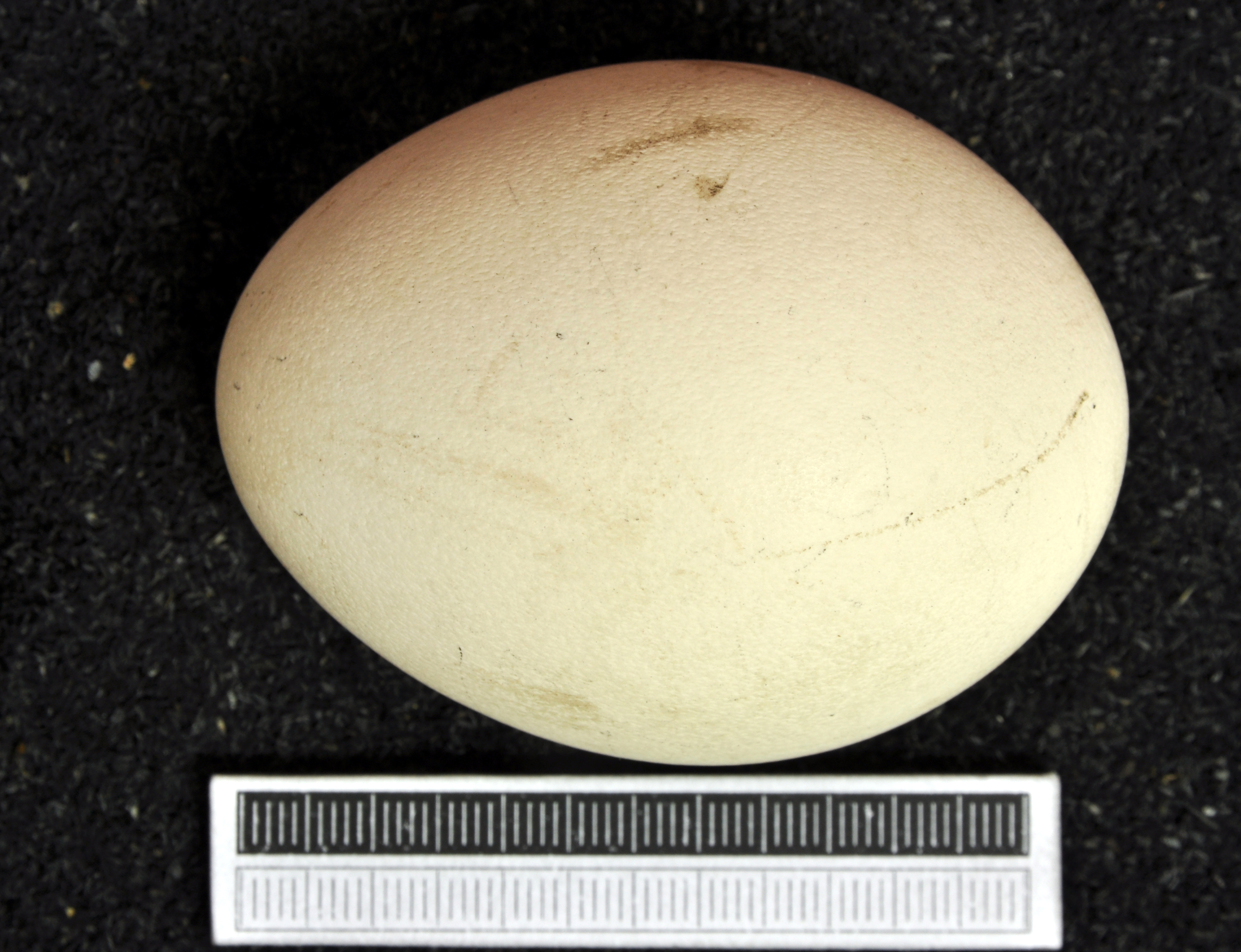
Trứng chim, sưu tập tại Viện bảo tàng Wiesbaden

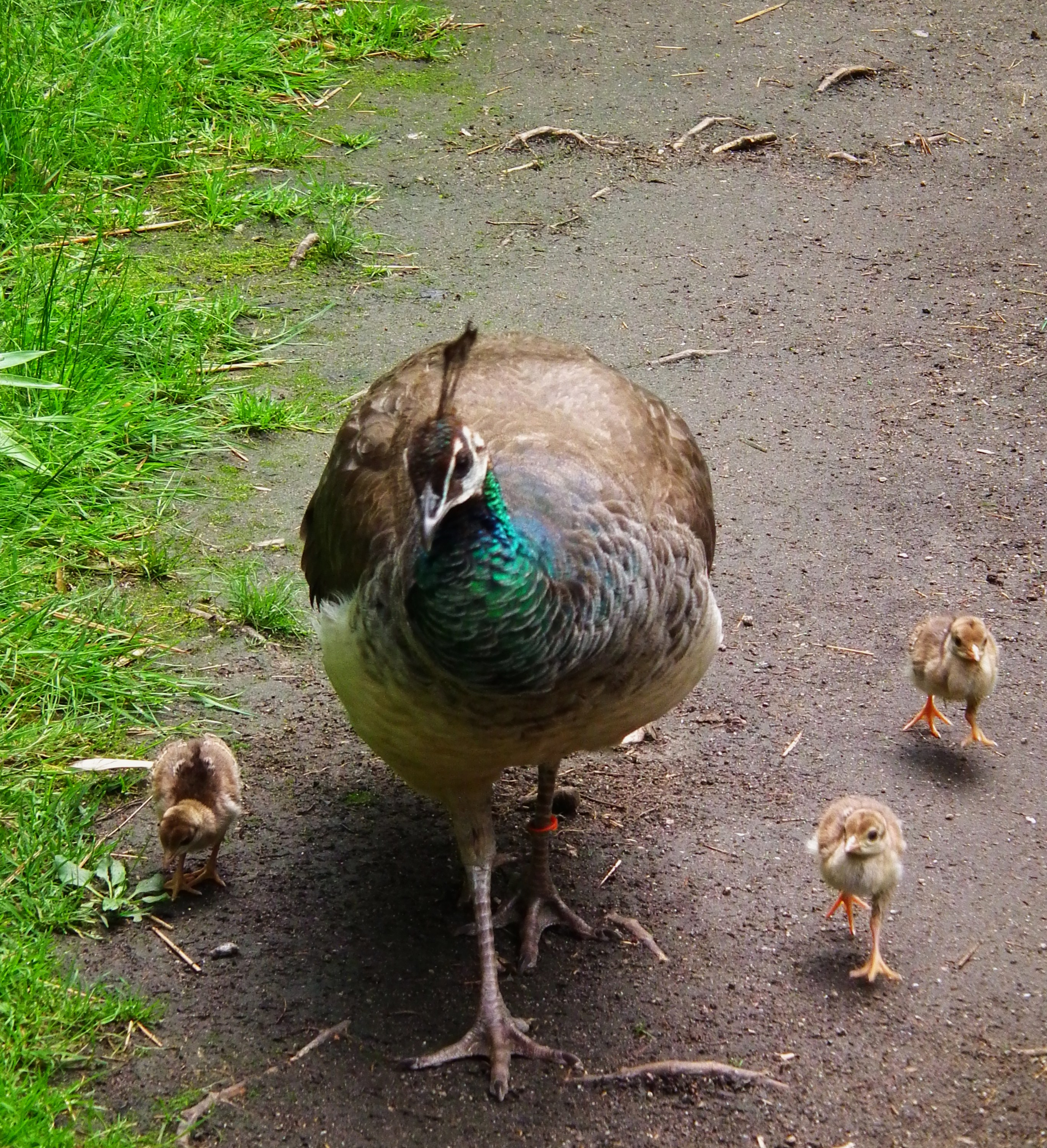
Công mái và công non

Chim công trống có tính đa thê, mùa sinh sản được trải ra nhưng dường như phụ thuộc vào những cơn mưa. Chim công thường động dục từ 2-3 tuổi. Một số con trống có thể tụ tập tại theo địa điểm mô hình Lek và chim trống thường có liên hệ chặt chẽ lẫn nhau. Công trống tại điểm xuất hiện Lek để duy trì vùng lãnh thổ nhỏ cạnh nhau, cho phép công mái tiến vào và không cố bảo vệ hậu cung. Công mái không xuất hiện tính ưu ái công trống cụ thể. Chim trống thể hiển sự tán tỉnh bằng cách xòe lông đuôi thành một cánh quạt hình cung. Đôi cánh nửa mở, rũ xuống và vỗ những sợi lông dài theo kỳ phát ra âm thanh rền nhẹ. Con trống đối mặt với con mái ban đầu, oai vệ, nhảy đựng lên xung quanh và đôi khi xoay vòng quanh múa đuôi. Chim trống cũng có thể làm lạnh thức ăn để mời một con mái theo kiểu tán tỉnh ăn uống. Chim trống thể hiển ngay cả trong trường hợp không có con mái. Khi một con trống đang xòe đuôi, công mái không cho thấy có bất cứ chú ý nào và thường tiếp tục kiếm ăn. Mùa cao điểm ở miền nam Ấn Độ là tháng 4 đến tháng 5, tháng 1 đến tháng 3 ở Sri Lanka và tháng 6 ở miền bắc Ấn Độ. Chiếc tổ là một chỗ đào bới nông trên mặt đất lót bằng lá cây, que củi và các mảnh vụn khác. Tổ chim đôi khi được đặt trên các tòa nhà và trước đó đã từng ghi nhận chim công sử dụng tổ bỏ hoang của kền kền Bengal. Ổ trứng gồm 4-8 quả màu trắng vàng được chim mái ủ. Trứng mất khoảng 28 ngày để nở. Chim non rời khỏi tổ và theo chim mẹ sau khi nở. Chim non tơ đôi khi có thể leo lên lưng chim mái và chim cái có thể mang chúng khi bay tới nhánh cây an toàn. Một trường hợp khác thường mà công trống ấp một ổ trứng cũng được báo cáo.

### Khẩu phần
Chim công là loài ăn tạp. Công ăn hạt, côn trùng, hoa quả, động vật có vú và bò sát nhỏ. Chúng ăn một số loài rắn nhỏ nhưng giữ khoảng cách với những loài lớn. Trong khu rừng Gir của Gujarat, một tỷ lệ lớn thức ăn là quả mọng rụng thuộc loài táo  Ziziphus . Khu vực quanh đất trồng trọt, chim công kiếm ăn trên phạm vi rộng các loại cây trồng như lạc, cà chua, thóc lúa, ớt và thậm chí cả chuối. Quanh nơi ở con người, chúng ăn nhiều loại thức ăn thừa hay thậm chí cả phân người. Ở nông thôn, chúng là một phần đặc biệt với cây trồng và cây vườn.

### Kẻ thù
Chim công trưởng thành thường có khả năng thoát khỏi kẻ thù mặt đất bằng cách bay lên cây. Động vật lớn như báo hoa mai, sói đỏ và hổ đôi khi phục kích chim ngẫu nhiên. Trong vài khu vực như rừng Gir, chim công là con mồi khá phổ biến cho động vật săn mồi đáng gờm như thế. Kiếm ăn theo bầy đàn đem đến vài sự an toàn ví dụ có nhiều cặp mắt phát hiện kẻ thù. Chim công cũng đôi khi bị săn bởi những loài chim săn mồi lớn như diều đầu nâu và dù dì Bengal. Chim non phần nào dễ bị ăn thịt hơn chim trưởng thành. Chim lớn sống gần nơi ở con người đôi khi cũng bị săn đuổi bởi chó nhà hoặc bởi con người trong vài khu vực (miền nam Tamil Nadu) dùng cho phương thuốc dân gian đòi hỏi phải sử dụng "dầu chim công".
Trong điều kiện nuôi nhốt, chim công có khả năng sống đến 23 năm nhưng ước tính rằng chim công chỉ sống được khoảng 15 năm trong tự nhiên.

## Tình trạng bảo tồn
Công lam Ấn Độ phân bố rộng rãi trong hoang dã khu vực Nam Á và được bảo vệ cả trong văn hóa nhiều nơi lẫn luật pháp Ấn Độ. Ước tính quần thể bảo vệ có hơn 100.000. Săn thịt bất hợp pháp vẫn tiếp tục và được ghi nhận tại nhiều miền Ấn Độ. Chim công sống được dễ dàng trong điều kiện nuôi nhốt, giống như gà kiểng thả rông. Vườn thú, công viên, người nuôi chim cảnh và nuôi thương mại trên toàn thế giới duy trì quần thể sinh sản mà không cần phải tăng cường bắt giữ chim hoang dã.
Săn bắt chim công lấy thịt và lông cùng với tai nạn ngộ độc do ăn hạt tẩm thuốc trừ sâu đang là mối đe dọa với chim hoang dã. Nhiều phương pháp xác định nếu lông bị nhổ hoặc bị rụng tự nhiên được phát triển, theo luật Ấn Độ chỉ cho phép sưu tập lông chim đã bị rụng.
Tại nhiều nơi ở Ấn Độ, loài chim này có thể là mối phiền toái đối với nông nghiệp do chúng phá hoại hoa màu. Tác hại của chim với cây trồng, tuy nhiên, dường như được bù đắp bằng vai trò có lợi mà chim công đóng góp bằng cách tiêu thụ số lượng phi thường các loài gây hại như châu chấu. Chúng cũng có thể là vấn đề tại vườn tược và nhà ở, nơi chim làm thiệt hại thực vật, tấn công theo phản xạ phá vỡ kính và gương, nơi chim đậu làm trầy xước xe hơi hoặc để lại phân. Nhiều thành phố, nơi chim công đã được du nhập và di cư hoang dã có những chương trình quản lý chim công. Gồm giáo dục công dân về cách phòng tránh loài chim gây thiệt hại trong khi vẫn điều trị nhân đạo cho chim.

## Trong văn hóa
Nổi bật trong nhiều nền văn hóa, chim công lam được dùng trong rất nhiều biểu tượng, bao gồm cả khi được chọn là quốc điểu của Ấn Độ năm 1963. Chim công trống, được gọi là mayura theo tiếng Sanskrit, từ lâu được hưởng một vị trí huyền thoại ở Ấn Độ và thường được mô tả trong nghệ thuật đền đài, thần thoại, thơ văn, dân ca và truyền thống. 1 nguyên từ trong tiếng Sankrit của mayura có nguồn gốc là mi chỉ đến việc giết và mang ý nghĩa là "sát thủ của rắn". Nhiều vị thần Hindu giáo liên đới với các loài chim, Krishna thường được mô tả với một chiếc lông trên dải băng quấn đầu của thần, trong khi tín đồ thờ phụng thần Shiva liên đới chim giống như chiến mã của Chúa tể chiến tranh, Kartikeya (cũng được gọi là Skanda hoặc Murugan). Một câu chuyện trong Uttara Ramayana mô tả lãnh đạo Deva, Indra, đã không thể đánh bại Ravana, được che chở dưới cánh chim công, sau đó may mắn có "nghìn mắt" và không còn sợ hãi con rắn. Câu chuyện khác về Indra, sau khi bị nguyền rủa với một ngàn vết loét đã biến thành một con công trống có một nghìn mắt. Trong triết học Phật giáo, chim công tượng trưng cho sự khôn ngoan. Lông chim công được dùng trong nhiều nghi lễ và trang trí. Họa tiết công trống phổ biến trên kiến trúc đền thờ ở Ấn Độ, tiền đồng cổ, hàng dệt may và tiếp tục được sử dụng trong nhiều mặt hàng hiện đại thuộc nghệ thuật và tiện ích. Trong thần thoại Hy Lạp, nguồn gốc bộ lông chim công được giải thích trong câu chuyện của Hera và Argus. Nhân vật chính trong tôn giáo Kurd của người Yazidi, Melek Taus, thường được vẽ giống một con công trống. Họa tiết chim công áp dụng rộng rãi đến ngày nay ví dụ trên logo đài NBC Hoa Kỳ, mạng lưới truyền hình PTV của Pakistan hay hãng hàng không SriLankan Airlines.
Những con chim này thường được nuôi trong bầy thú, giống như đồ trang trí trong các khu vườn lớn hoặc điền trang. Thời Trung cổ, các hiệp sĩ tại châu Âu thực hiện một "Lời thề công trống" và trang trí mũ chiến binh của họ bằng lông chim công. Lông chim được chôn cùng chiến binh Viking và thịt chim được cho có khả năng chữa được nọc độc rắn cùng nhiều chứng bệnh khác. Những giai thoại Ayurveda chép thành văn, chim công trấn giữ một khu vực tự do của loài rắn. Năm 1526, vấn đề pháp lý tranh cãi chim công là loài chim hoang dã hay chim nhà khá quan trọng khiến cho Đức hồng y Wolsey phải triệu tập tất cả giám mục người Anh nhằm lấy ý kiến của họ, đó là loài chim nhà.
Tục lệ người Anh-Ấn trong những năm 1850, động từ "peacock" mang ý nghĩa viếng thăm quý bà và quý ông trong buổi sáng. Trong những năm 1890, thuật ngữ "peacocking" ở Úc nghĩa là thực hiện việc mua những mảnh đất tốt nhất ("tuyển chọn đôi mắt") khiến cho vùng đất ngoại vi kém giá trị. Từ ngữ tiếng Anh, "peacock" được dùng để mô tả một người đàn ông rất tự hào hoặc chăm chút rất nhiều sự chú ý đến trang phục của ông ta.